# Castillo de los Infantes
Castillo de los Infantes (llamada oficialmente Santiago de Castelo dos Infantes) es una parroquia y una aldea española del municipio de Sarria, en la provincia de Lugo, Galicia.

## Organización territorial
La parroquia está formada por una entidad de población:
- Castelo

## Demografía
Gráfica demográfica de la aldea de Castelo y de la parroquia de Castillo de los Infantes según el INE español:
| Gráfica de evolución demográfica de Castillo de los Infantes entre 2000 y 2021 |
|                                                                                |
| Datos según el nomenclátor publicado por el INE.                               |